# Франкавила д'Ете
Франкавила д'Ете (итал. Francavilla d'Ete) насеље је у Италији у округу Фермо, региону Марке.
Према процени из 2011. у насељу је живело 700 становника. Насеље се налази на надморској висини од 183 м.

## Становништво
| 1936. | 1951. | 1961. | 1971. | 1981. | 1991. | 2001. | 2011. |
| ----- | ----- | ----- | ----- | ----- | ----- | ----- | ----- |
| 1.400 | 1.375 | 1.255 | 989   | 956   | 937   | 963   | 1.009 |